# Finca Vigía
Finca Vigía va ser la casa d'Ernest Hemingway a la localitat de San Francisco de Paula, (Cuba), on hi va fer llargues estades. Avui és un museu.
La casa va ser construïda el 1886 sobre un turó, a prop de l'Havana, per l'arquitecte català Miquel Pascula i Baguer. Hemingway hi va viure del 1939 al 1961. Va ser a Finca Vigía que va escriure gran part de The Old Man and the Sea i For Whom the Bell Tolls.

## Propietat i l'administració cubana després de 1960
La casa, va declarar estar en perill de col·lapse pel National Trust per a la Preservació Històrica dels EUA, va ser restaurada pel govern cubà i va obrir de nou als turistes el 2007. Tot i això, ha estat catalogada com un dels 11 llocs històrics més en perill d'extinció, tot i estar fora dels EUA. També està a la llista dels World Monuments Fund's biennal com un dels "100 llocs més amenaçats". Diversos conflictes significatius i controvèrsies han sorgit en l'estat de la casa i el seu contingut, encara que els investigadors que han visitat la finca informen que s'ha mantingut de manera responsable la casa i els seus continguts.
En un article publicat pel Times Online el 10 de juny de 2008, l'escriptor irlandès Adrian McKinty va afirmar que durant una visita a la casa de Hemingway, un policia secret cubà li va oferir un llibre a la biblioteca de Hemingway per 200 dòlars.